# Unión Democrática Española (1975-1977)
La Unión Democrática Española (UDE) fue una asociación y partido político español de tendencia democristiana creado en las postrimerías del Régimen, que, desapareció en 1977 al fusionarse con el Partido Popular Demócrata Cristiano.

## Historia
Fue creada bajo la cobertura del Estatuto de Asociaciones Políticas de 1974. En marzo de 1975 se anunció su creación, celebrándose su primera asamblea nacional en mayo de 1975.
La UDE trató inicialmente conjugar los principios del catolicismo social con el llamado «Movimiento Nacional». Era una de las 8 asociaciones políticas que ya habían sido legalizadas a las alturas de junio de 1976. En 1976 se abrió la posibilidad de que prominentes adherentes de la UDE se integrasen en los gobiernos de Adolfo Suárez; hubo polarización interna entre la figura de Alfonso Osorio que apostaba por alianza con otras fuerzas democristianas de centroderecha y la apuesta de Federico Silva por la alianza con la derecha franquista. Federico Silva y algunos seguidores se vieron obligados a crear una escisión, la Acción Democrática Española (ADE), que se integraría en la federación de partidos de Alianza Popular. La UDE, dirigida desde diciembre de 1976 por Luis Angulo Montes (presidente) y Alberto Monreal Luque (secretario general), se fusionó en abril de 1977 con el Partido Popular Demócrata Cristiano, originándose el Partido Demócrata Cristiano.